# 前233年
| 千纪： | 前1千纪 |
| 世纪： | 前4世纪 \| 前3世纪 \| 前2世纪                                                                                         |
| 年代： | 前260年代 \| 前250年代 \| 前240年代 \| 前230年代 \| 前220年代 \| 前210年代 \| 前200年代                               |
| 年份： | 前238年 \| 前237年 \| 前236年 \| 前235年 \| 前234年 \| 前233年 \| 前232年 \| 前231年 \| 前230年 \| 前229年 \| 前228年 |
| 纪年： | 齊王建三十二年 趙幽繆王三年 魏景湣王十年 韓王安六年 秦王政十四年 楚幽王五年 衛君角九年 燕王喜二十二年                 |

## 大事记
- 秦桓齮伐趙，取宜安、平陽、武城。
- 秦趙肥之戰，趙軍勝利，大破秦軍，桓齮畏罪逃到燕國。
- 韓王納地效璽，請為籓臣，使韓非來聘。王聞其賢，欲見之。非為韓使於秦，因上書說王曰：「今秦地方數千里，師名百萬，號令賞罰，天下不如。臣昧死願望見大王，言所以破天下從之計。大王誠聽臣說，一舉而天下之從不破，趙不舉，韓不亡，荊、魏不臣，齊、燕不親，霸王之名不成，四鄰諸侯不朝，大王斬臣以徇國，以戒為王謀不忠者也。」王悅之，未任用。李斯嫉之，曰：「韓非，韓之諸公子也。今欲並諸侯，非終為韓不為秦，此人情也。今王不用，又留而歸之，此自遺患也。不如以法誅之。」王以為然，下吏治非。李斯使人遺非藥，令早自殺。韓非欲自陳，不得見。王后悔，使赦之，非已死矣。

## 逝世
- ? —— 韩非，中国思想家（出生前281年）。